# Control (musikalbum)
Control är det tredje studioalbumet av Janet Jackson, utgivet av A&M Records den 4 februari 1986. Inför skapandet av albumet avslutade Jackson samarbetet med sin far och manager Joseph Jackson som dessförinnan haft översyn över hennes musikkarriär och de föregående albumen Janet Jackson (1982) och Dream Street (1984). På Control inledde Jackson ett samarbete med låtskrivarna och producenterna Jimmy Jam & Terry Lewis. Tillsammans med Jackson skapade de ett originellt sound: en blandning av rhythm and blues med rapliknande sångframförande, funk, disco och syntdrivna slagverk. Musiken etablerade Jackson, Jam och Lewis som de ledande innovatörerna för den samtida R&B:n. De säregna trippla swingbeatsen omskrevs som en föregångare till musikgenren New jack swing. Control blev Jacksons kommersiella genombrott och hennes insteg till populärmusiken. Albumet blev sedermera ett av 1980-talets främsta musikutgivningar.
Control innefattar självbiografiska teman, främst om de stora förändringarna Jackson gjort fram till skapandet av albumet, både i sitt privat- och yrkesliv. En del inspiration hämtades från hennes split med maken James DeBarge medan frigörelsen från affärsrelationen med sin strikta far som så väl resten av familjen Jackson var en annan. Ytterligare inspiration kom från hennes nya samarbete med managern John McClain samt de nya kollegorna Jam och Lewis. Control prisades av musikjournalister som både en artistisk bedrift men även ett testamente på Jacksons självförverkligande. Albumet har ansetts vara en mall utifrån vilken flera andra kvinnliga artister byggt sina karriärer, särskilt afroamerikaner.
Efter utgivningen blev Control Jacksons första album att toppa amerikanska Billboard 200 medan fem av de utgivna musiksinglarna— "What Have You Done for Me Lately", "Nasty", "Control", "When I Think of You" och "Let's Wait Awhile"— alla nådde topp-fem på den prestigefyllda singellistan Billboard Hot 100. "When I Think of You" blev hennes första singel i karriären att toppa listan. Med Control satte Jackson även rekord som den artist med flest sammanhållna veckor på listan, totalt 65 veckor. Musikvideorna som skapades för att marknadsföra albumet blev en vital inlaga i den växande MTV-rörelsen och visade hennes förmåga att utföra avancerad danskoreografi. Control uppehöll sig på Billboard 200 i över två år, blev certifierat 5x platina av Recording Industry Association of America (RIAA) och såldes i över 10 miljoner exemplar internationellt.
Control mottog flera priser och nomineringar. Den nominerades till en Grammy Award i kategorin Record of the Year medan Jam och Lewis vann i kategorin Producer of the Year, Non-Classical år 1987. Jackson vann en Soul Train Music Award i kategorin Album of the Year, Female. Både National Association of Recording Merchandisers och Rock and Roll Hall of Fame har listat albumet som ett av de 200 främsta musikutgivningarna genom tiderna. Det har också ofta omnämnts av flera tidskrifter som ett av de bästa albumen någonsin. 2016 visades Control på en utställning vid National Museum of African American History and Culture (NMAAHC).

## Bakgrund
Janet Damita Jo Jackson föddes den 16 maj 1965 i Gary, Indiana. Hon var det yngsta av nio syskon i familjen Jackson, en familj med sångare och underhållare som redan uppträdde som musikgruppen Jackson 5 vid hennes födsel. Hennes far, Joseph Jackson, var manager åt Jackson 5 och under hans stundtals mycket strikta vägledning nådde gruppen stora kommersiella framgångar. År 1982 vid femton års ålder fick Jackson ett skivkontrakt med A&M Records tack vare Joseph. Han hade därefter översyn under skapandet av hennes debutalbum Janet Jackson (1982) och uppföljaren Dream Street (1984). Det sistnämnda albumet producerades av hennes bröder Marlon och Michael. Båda albumen bestod främst av tuggummipop och blev aldrig kommersiella framgångar. Inledningsvis var Jackson, som främst riktat in sig på skådespeleri i TV, ovillig att bli en sångare till skillnad från hennes övriga syskon. I en intervju sade hon: "Jag hade precis medverkat i TV-serien Fame som jag avskydde att göra. Jag ville inte spela in det första albumet [Janet Jackson]. Jag ville gå på collage. Men jag gjorde det till sist för min fars skull...". Hon medgav att hon ofta var i dispyter med de första två albumens producenter. Samtidigt som det var turbulent yrkesmässigt gjorde Jackson uppror hemma genom att gå emot sin familjs önskan och gifta sig med James DeBarge från musikgruppen DeBarge. Familjen Jackson ogillade starkt relationen med James då han inte bara ansågs vara omogen utan dessutom använde droger. Efter en kortare tid som sambos lämnade Jackson sin make i januari 1985 för att sedan flytta hem till föräldrarna igen. Äktenskapet blev senare ogiltigförklarat.
Jackson beslutade sig till sist för att sparka sin far som sin manager och anställde istället John McClain som var vicepresident för A&M Records' avdelning för A&R. Om förändringarna kommenterade Jackson: "Jag ville komma bort hemifrån och bort från min far. Det var ett av de svåraste besluten jag någonsin tvingats fatta, att berätta för honom att jag inte ville jobba tillsammans igen." Joseph Jackson förargades av McClain och vad han ansåg var ett bedrägligt försök att stjäla hans dotters karriär från honom. Han sade: "Jag har jobbat hårt för min familj. Men när andra parter kommer och försöker stjäla dem ifrån mig så har vi problem. Hjulen är redan i rullning för Janet Jackson. Vem än som hoppar på nu åker bara snålskjuts." McClain svarade med att säga: "Jag försöker inte sälja ut Janet Jackson eller stjäla henne från sin far." Inför skapandet av Jacksons nya album introducerade han henne för låtskrivar- och produktionsduon Jimmy Jam & Terry Lewis som dessförinnan arbetat med Prince samt varit medlemmar i musikgruppen The Time.

## Koncept
"Vi satt i princip bara och pratade länge innan vi ens klev in i inspelningsstudion. Om vad hon ville göra, vad hon gillade, vad hon inte gillade. Sådana saker. Till sist sade hon: 'Men när ska vi börja jobba egentligen?' Vi svarade: 'Vi har redan börjat' och så visade vi henne texten till vad som skulle komma att bli titelspåret 'Control'."
Efter att Jam och Lewis gått med på att producera Jacksons tredje studioalbum hade dom två huvudmål: att albumet skulle gå hem hos den afroamerikanska publiken men samtidigt även slå igenom på popmarknaden. I en intervju med Rolling Stone kommenterade Jam: "Vi ville göra ett album som skulle komma att finnas i varje afroamerikanskt hem i USA. Vi ville göra det främsta afroamerikanska albumet genom tiderna." Duon hade lagt märke till Jackson under åren sedan debuten och förstod att bortom tuggummipop-produktionen på de första två albumen så fanns det en vass och modig sångare. Deras mål var att hitta en kvinnlig sångare med attityd som stod ut från mera finpolerade musikakter som Patti LaBelle och Anita Baker.

## Inspelning
"Jackson dristar sig till att påstå att folk kommer bli chockade när dom hör Control för albumet är så annorlunda jämfört med hennes tidigare. Hon tror dock att dom kommer gilla det. Den här musikjournalisten är beredd att hålla med. Efter att ha lyssnat igenom hela albumet och sett de enorma framgångarna på radio med 'What Have You Done for Me Lately' är det med garanti den kommer att gillas av allmänheten. Janet tillägger att albumet betyder mycket för henne då den beskriver hennes sinnestillstånd exakt. Janet Jackson har sitt liv under kontroll."
Tiden innan samarbetet med Jackson hade duon skapat material till ett album åt sångaren Sharon Bryant. Hon ogillade dessvärre låtarna och ratade projektet då hon tyckte att de var för "ohämmade". Jam och Lewis presenterade samma material för Jackson, som gav sina åsikter och tillsammans gjorde förändringar i texterna och produktionen, vilket gjorde att hon blev titulerad som medproducent. Vid en tillbakablick mindes Jam och Lewis att de umgicks och lärde känna sin nya klient en vecka innan inspelningssessionerna för att få till ett organiskt samarbete. Lewis förklarade: "Vi tog oss in i hennes huvud och sinne. Vi förstod vad hon var kapabel till, vad hon ville säga, vart hon ville vara, vad hon ville vara. Vi arbetade fram låtar utifrån hur vi såg på henne, efter att hon visat vem hon var." Initialt krävde Joseph Jackson att hans dotters nya album skulle produceras i Los Angeles så att han skulle kunna hålla ett öga på henne, något som Jam och Lewis vägrade att gå med på. De hävdade bestämt att hela albumet skulle skapas i deras egna inspelningsstudio i Minneapolis, Minnesota, "långt från glitter, Hollywoods distraktioner och överbeskyddande pappamanagers". Jam sade: "Vi krävde att dom släppte iväg henne i våra händer. Vi ville göra albumet på vår mark, utan livvakter, utan utflykter och utan Joe Jacksons folk som lade sig i vårt arbete och kom med synpunkter." Jackson flyttade till Minneapolis så hon kunde spela in albumet i studion Flyte Tyme Studios, huvudkontoret för Flyte Tyme Records, som grundats av Jam och Lewis. Vid en tillbakablick 1993 sade Jackson: "Det fanns ett litet element jag brukade sitta på medan vi skapade Control." Jacksons nya manager John McClain blev chefsproducent på albumet.
Jam och Lewis var de huvudsakliga instrumentalisterna under inspelningen, däribland på slagverk, piano, trummor samt bakgrundssång. I en intervju med Bob Long från Cash Box förklarade Jackson att albumtiteln Control var självbiografisk och en referens till skapandet av albumet. Tidigare hade hon tilldelats låtmaterial, memorerat texten och sedan spelat in låten till redan färdigställd instrumentalmusik. Inför skapandet av det nya albumet var det prioritet för henne att vara involverad i hela skapandeprocessen, både på låttexterna och produktionen. Hon spelade keyboard och synt på en majoritet av albumet. Hela albumet färdigställdes på tre veckor. Stephen Holden från New York Times observerade att albumet var ett typexempel på den alltjämt större symbiosen mellan musiker och modern teknologi och sade: "... teknologin har ändrat formen och sättet, till och med meningen med popmusik... Albumet skapades inte av ett band i en studio som de flesta poprockalbumen på 1960- och 70-talen, utan av producenternas och sångerskans programmering av datoriserade trummor och keyboards." Jacksons far ogillade det nya materialet och stilen på Control och hävdade att det aldrig skulle sälja. I en omslagsstory för Spin med rubriken "Damn It, Janet: The Battle for Control of Janet Jackson" rapporterades Joseph Jackson säga: "Om Janet ändå bara lyssnar på mig skulle hon kunna bli lika stor som Michael." Janet och McClain ignorerade hans protester. Om slutprodukten sade Jackson:

"Det är aggressivt, kaxigt, väldigt rakt på sak. Det beskriver exakt vem jag är och hur jag känner. Jag har tagit kontroll över mitt liv. Den här gången tänker jag göra på mitt sätt."

## Komposition och stil

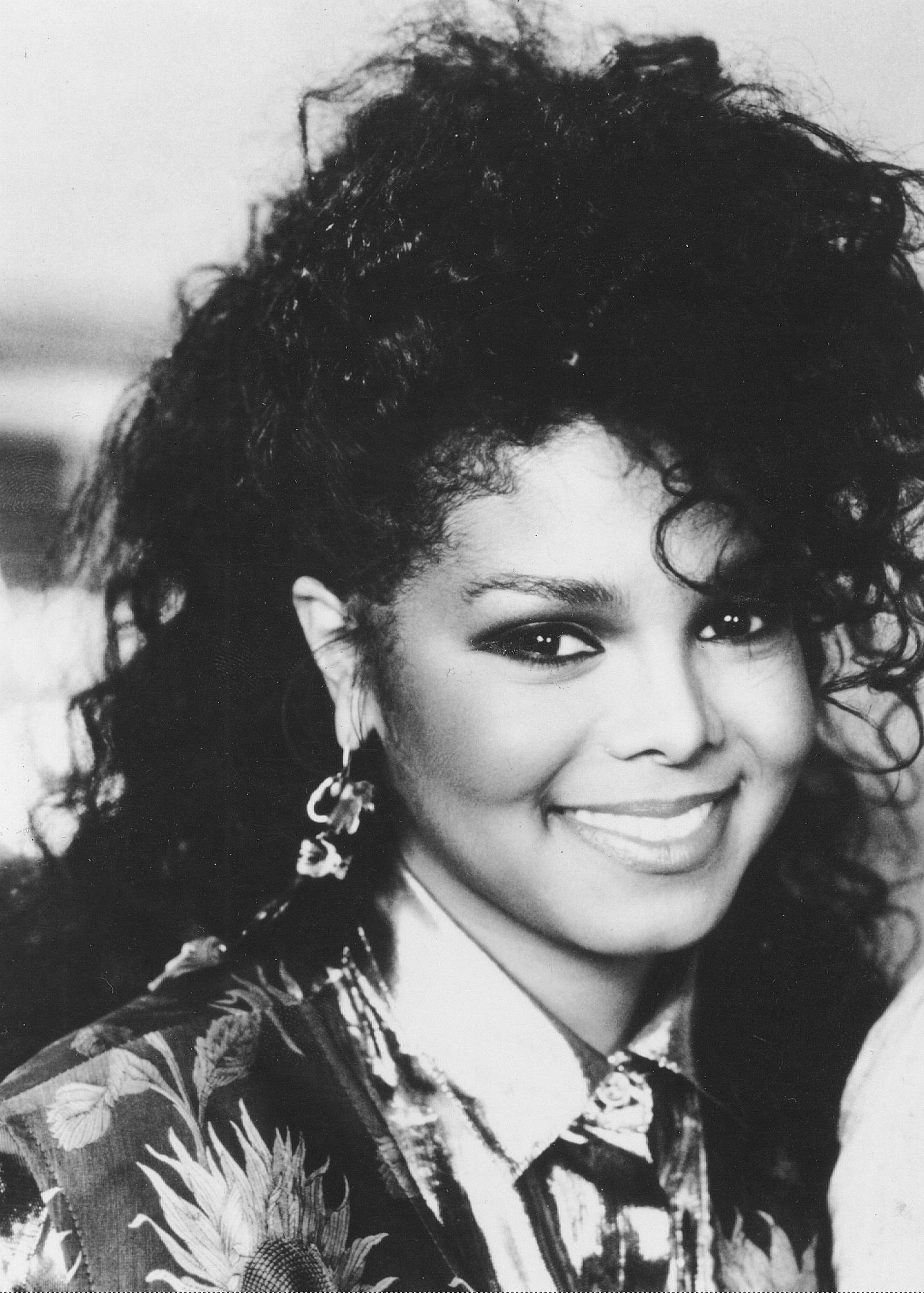
Jackson på bild, 1986.

Control blev ett markant stilskifte jämfört med Jacksons tidigare diskografi. Albumet består av totalt nio spår. Wesley Morris från New York Times beskrev albumets komposition som "subtilt konstiga, ljudmässigt komplexa, tematiska karnevaler". Morris noterade hur albumet inte kom från någon redan tidigare använd formel utan skapade av "aggressiva, främmande, mekaniska maskiner i ett industrilandskap" långt utanför den värld som ansågs vara mainstream pop och R&B.
Titelspåret "Control" innehåller hårda beats och huggande syntar. "Nasty" inleds med Jackson som ropar "Gimme a beat!". Morris kommenterade att de efterföljande beatsen var "olikt allt annat man någonsin hört" med hårdhänta trumslag och en rad av fem, metalliska ljud som han liknade vid järnrör som ackompanjerades av "konstiga" konstanta klick. Morris beskrev produktionen som "våldsam och utsökt". Jimmy Jam skrev arrangemanget och spelade keyboard medan Jackson stod för ackompanjeringen. Bakgrundssången framfördes av Jackson, Jam och Lewis. Det signaturgivande trippla swingbeatet skapades av Jam på ett keyboard av fabrikören Ensoniq Mirage. "You Can Be Mine" är, enligt Pop Rescue, en "typisk 80-tals poprocklåt" vars komposition enligt webbplatsen påminde om systern LaToya Jacksons musik.
"When I Think of You" har beskrivits innefatta en något enklare komposition än resten av materialet på Control. Morris ansåg att låten hade "sommarkänsla" och börjar nedskalat med några keyboardackord. Produktionen byggs sedan på steg för steg med bas, trummor, slagverk och till sist en salva konstgjorda horn. Morris jämförde Jacksons röst med en sufflé "— tunn, varsam och söt. Ibland kunde hon, Jam och Lewis dränka den i lager av ljud, men inte här." Efter tre minuter och 18 sekunder avbryts den "drömlika popmusiken" av Jackson som säger: "Break". Därefter övergår produktionen i endast keyboard och slagverk vilket, enligt Morris, gav den en annan energi. Låten avslutas med att crescendo som för tillbaka basen och ger ett "explosivt" avslut samtidigt som Jackson skrattar. "Funny How Time Flies (When You're Having Fun)" är en sensuell quiet storm-komposition.

## Teman och textanalys
Enligt Julian Kimble från Billboard vidrör Control hela känslospektrumet hos en ung kvinna som mognar till en vuxen. Genomgående ståndpunkter som Jackson sjunger om är självständighet, kontroll och att bli behandlad med respekt. Kimble ansåg att det korta äktenskapet med DeBarge kunde ses som ett slags "efter-High School-uppror" medan Control var hennes collegelärdomar. Wesley Morris från New York Times beskrev albumet som en resa i självständighet och frihet där Jackson frigör sig från kvävande krav från män och fattar sina egna beslut. Hon ger sig själv tillåtelse att definiera sin egen sexualitet.
Albumet inleds med titelspåret som diskuterar Jacksons relation med föräldrarna och hur hon frigjort sig från sin fars hårda tyglar. Enligt Billboard var det tydligt på låten att Jackson ville återintroducera sig själv som en kapabel, ung kvinna när hon inleder med introt: "It’s all about control, and I’ve got lots of it". "Nasty" ansågs av Jackson vara den mest innovativa låten på Control. Inspirationen bakom texten kom från hennes egen erfarenhet av att bli sexuellt trakasserad av en grupp män utanför hennes hotell i Minneapolis under skapandet av albumet. I en intervju berättade Jackson: "De [männen] var psykiskt misshandlande. Sexuellt hotfulla. Istället för att springa till Jimmy eller Terry för skydd stod jag upp för mig själv. Jag fick dem att lägga av. Det var från denna situation som 'Nasty' och 'What Have You Done for Me Lately' föddes, ur känslor av självförsvar." Billboard-journalisten Kenneth Partridge beskrev textversen "My first name ain't baby/ It's Janet/ Miss Jackson if you're nasty" som den mest ikoniska och igenkännbara på hela albumet.
"What Have You Done for Me Lately", som ursprungligen skapats till Jam och Lewis' egna album, skrevs om av Jackson för att passa hennes känslor kring skilsmässan från James DeBarge. Låten valdes sedermera som huvudsingel för Control då både Jam och Lewis ansåg att den var en bra representation för Jacksons nyfunna syn på sitt liv. "Let's Wait Awhile" rör sig kring teman som säkrare sex och att avstå sex, något som var i ropet under 1980-talet. Jam kommenterade att aktuella händelser i världen var inspiration under skapandet av albumet och att AIDS ökat medvetenheten kring sexuellt överförbara sjukdomar. Han sade: "Temat på låten ['Let's Wait Awhile'] var Janets ide. Hon gillar inte att moralpredika. Hon säger inte hur folk ska leva sina liv. Hon erbjöd bara sina egna åsikter kring ämnet." Billboard ansåg att låten, trots ett tonskifte, var minst lika feministisk som "Nasty".

## Omslag
Modefotografen och illustratören Tony Viramontes skapade omslaget till albumet samt musiksinglarna "Nasty" och "Control". Om Viramontes sade Jackson: "Han var otroligt kreativ, och jag är säker på att hans verk en dag kommer vara ikoniska. Han var en fröjd att jobba ihop med. Jag saknar honom." I boken Bold, Beautiful and Damned: The World of Fashion Illustrator Tony Viramontes diskuterar författaren Dean Rhys Morgan hur Control "förvandlade Jackson från en barnstjärna till en självsäker och framåttänkande figur med det trendsättande stora håret och stilrena svarta klädsel. Innan hade Jackson mer betraktats som en reflektion än en pionjär, en tolkare istället för en innovatör. Det här albumet handlade helt om Janet och vem hon ville vara." Alexander Fury skrev i The Independent: "Albumomslaget skapat av 1980-tals illustratören Tony Viramontes står sig tidens tand."

## Utgivning och marknadsföring

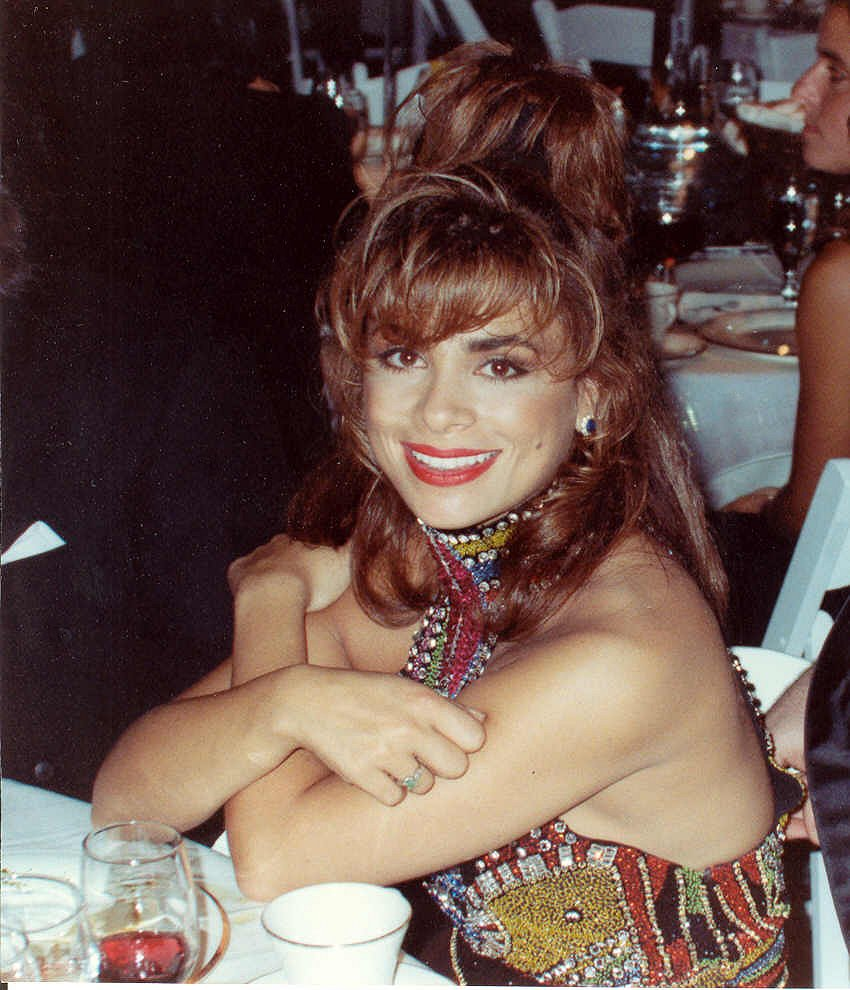
Den vid tidpunkten okända danskoreografen Paula Abdul (på bild) arbetade med Jackson på dansen till albumets musikvideor.

Även om A&M inte marknadsförde albumet med en fullskalig konsertturné, skickade de Jackson på en tre veckor lång PR-turné som besökte 13 amerikanska städer i samband med utgivningen. Tillsammans med studioalbumet släpptes även en remixalbum, Control: The Remixes, i utvalda länder i november 1987. Jesus Garber, dåvarande direktör för A&M:s marknadsföringsavdelning, förklarade att utöver marknadsföring på både svarta- och popradiostationer, användes musikvideor för att hjälpa Jackson bli en superstjärna. Eric Henderson från Slant Magazine ansåg att lanseringen av Control var "födseln av Janet som en musikvideoikon" då sju av albumets nio spår fick videor som blev mycket populära och hjälpte henne få status som "drottningen av danskoreografi". Henderson ansåg att Jacksons dans, skapad av den vid tidpunkten okända danskoreografen Paula Abdul, var nyckeln till hennes insteg som en superstjärna. Charlie Minor, dåvarande verkställande direktör för marknadsföring vid A&M, sade: "Musikvideorna gav ett ansikte på Janet Jackson bland konsumenterna. De [videorna] gav henne ett ansikte, dans och identitet till låtarna samt en visuell bild av henne som en rock n' roll-stjärna." Jonathan Cohen från Billboard förklarade: "Jacksons lättkonsumerade sound och spektakulärt koreograferade videor var oemotståndliga för MTV och hjälpte kanalen att utvecklas från rock till ett bredare, taktdriven musikalisk blandning."

### Singlar
"What Have You Done for Me Lately" släpptes som huvudsingel från Control och nådde fjärdeplatsen på poplistan Billboard Hot 100 och förstaplatsen på R&B-listan Hot Black Singles. Den mottog ett guldcertifikat av RIAA i november 1990. Den ådrog sig positiv kritik och jämfördes med andra kvinnohymner så som "New Attitude" av Patti LaBelle, "Better Be Good to Me" av Tina Turner och "Sisters Are Doin' It for Themselves" av Eurythmics och Aretha Franklin. Oprah Winfrey kommenterade: "Vad vi skådar inom all form av konst och underhållning är svarta kvinnor som internaliserar ideen om svart styrka och stolthet. Svarta kvinnor har börjat lyssna på sin magkänsla istället för samhällsnormer, eller till och med normer och värderingar inifrån den egna svarta samhällsgruppen om hur de borde eller kan vara." Den andra singeln att ges ut från albumet var "Nasty" som överträffade "What Have You Done for Me Lately" med en placering, och stannade på tredjeplatsen samt förstaplatsen på Hot Black Singles. Den mottog ett guldcertifikat av RIAA i november 1990.
"When I Think of You" släpptes som den tredje singeln från Control och blev Jacksons första singelutgivning att toppa Hot 100-listan. Som de tidigare singlarna toppade den Hot Black Singles och mottog ett guldcertifikat i november 1990. Albumets fjärde singel och titelspår, "Control", nådde femteplatsen på Hot 100-listan och blev hennes fjärde listetta på Hot Black Singles samt hennes fjärde att motta ett guldcertifikat av RIAA. "Let's Wait Awhile" nådde andraplatsen på Hot 100-listan och förstaplatsen på Hot Black Singles. Albumets sjätte singel var "The Pleasure Principle" som blev den första singeln från albumet att inte nå topp-fem på amerikanska poplistan utan stannade istället på plats fjorton. Den blev trots detta Jacksons femte listetta på amerikanska R&B-marknaden. Alla de tidigare fem singlarna från albumet med undantag för "Let's Wait Awhile" nådde dessutom förstaplatsen på dansmusiklistan Hot Dance Club Play publicerad av Billboard. "Funny How Time Flies (When You're Having Fun)" släpptes aldrig som en kommersiell singel i USA. Den nådde plats 59 på Storbritanniens singellista UK Singles Chart.

## Mottagande

### Samtida recensioner
Efter utgivningen mottog Control hyllningar av musikjournalister. Rob Hoerburger från Rolling Stone kommenterade att Janet Jackson framstod som "vass i tungan" och "mer intresserad av sin identitet än att komma med i spellistor". Han ansåg att med Control gjorde Jackson det uppenbart att hon inte längre bara skulle betraktas som familjens "minsting". Hoerburger ansåg att spår som "Nasty" och "What Have You Done for Me Lately" eliminerade Jacksons image som "pop-yngling" från de första två albumen och att Control var ett "bättre album än vad Diana Ross gjort på åratal, i samma liga som en ung Donna Summer". Steven Ivory från Billboard skrev: "Sångmässigt är Jackson mer aggressiv än någonsin. Utstrålningen av attityd och funkighet är betydligt mera provokativ än hennes tidigare arbeten." NME kommenterade: "Jackson har kommit långt och äntligen lyckats skaka av sig bilden av att alltid stå i skuggan av resten av familjen Jackson. Nu är hon en artist i sin egen rätt." Bob Long från Cash Box beskrev albumet som Jacksons "sexigaste och funkigaste album någonsin" medan en kollega kommenterade: "Det är en modern, high-tech-produktion som är kännetecknet för den här samlingen av brännhet dansgolvsenergi. Jimmy Jam och Terry Lewis Minneapolis-sound kan ge Jackson sin första stora hit."
Newsweek skrev: "I en era av pop-soul divor med stora röster är [Jacksons] nuvarande album ett spänstigt, funkigt och hårt alternativ till de sentimentala balladerna som erbjuds av Patti LaBelle och Whitney Houston." I sin recension av albumet i The Village Voice roades Robert Christgau åt Jacksons påstådda självständighet men berömde Jam och Lewis produktion som han beskrev som deras "bästa hittills" samtidigt som Jacksons bidrag hade ett "tillräckligt intressant värde". Musikjournalisten Connie Johnson skrev i The Los Angeles Times: "Trots att hon fortfarande bara är en tonåring är hennes värderingar ovanligt orädda och modiga. Hon har en något snorkig förmätenhet som genomsyrar ett flertal spår men samtidigt den musikaliska muskeln som krävs för att kunna stå på sig." Jon Pareles från The New York Times ansåg att Control uppenbart influerats av Prince och utvecklade: "Takten, de korthuggna sångverserna— till och med de talade sekvenserna i början av låtarna, ett rent och typiskt Minneapolis-sound." Han avslutade: "Men där Prince normalt väljer att flämta inbjudande är Miss Jackson istället reserverad."

### Senare recensioner
Senare recensioner av Control har fortsatt vara positiva. Eric Henderson från Slant Magazine ansåg att den vanliga missuppfattningen att albumet var Jacksons debut bara förstärkte det faktum att Control var det "ultimata uttrycket för Jacksons artistiska självförverkligande". Henderson ansåg att kritiker som dömde Jackson för hårt baserat på hennes tunna sångröst "på något vis totalt lyckats missa den explosiva pyrotekniken på 'Nasty'. Eller hennes perfekt skälvande och tvekande framförande på anti-sex hymnen 'Let's Wait Awhile'. Henderson ansåg dock att Jam-Lewis-formulan inte var helt fläckfri då "You Can Be Mine" och "Funny How Time Flies (When You're Having Fun)" var två mindre imponerande kompositioner. Billboard-journalisten Julian Kimble beskrev Control som ett album om frigörelse vid en tillbakablick 2016. Han ansåg att Jackson slutade bli sedd som Michael Jacksons lillasyster och istället började göra musik som mätte sig med hans. Kimble skrev: "Alla popstjärnor på uppgång, däribland Jackson, bibehöll sin livslängd i musikbranschen genom att föryngra sig själva. De är vampyrer. Control var första gången hon gjorde detta och liksom många andra, modifierades Jacksons identitet över tiden. Varje version av Janet Jackson, särskilt från Control till All for You var totalt olika." Detwon Thomas från Vibe Magazine beskrev Control som en engångsföreteelse baserat på bakgrunden till albumet. Thomas kommenterade: "Varför? För när kommer vi någonsin igen få se det yngsta syskonet av tio, som kämpar för att hitta sin egen identitet parallellt med en bror som är en superstjärna? Pressen. Trots detta lyckades hon skapa monsterframgångar och bli en ikon [...]."
I en recension av albumet 2022 ansåg Mark Lindores från Classic Pop Magazine att Control lät "underbart retro" men på samma gång "futuristiskt". Lindores fortsatte: "'When I Think of You', om vimmelkantiga känslor av kärlek, tillsammans med den kaotiska euforin på 'The Pleasure Principle' och den varsamma balladen 'Let's Wait Awhile' sätter en standard så hög att sju av albumets nio spår blev hitsinglar." William Ruhlmann från AllMusic ansåg att Jackson framstod som en "aggressiv, självständig kvinna" och lyfte särskilt fram produktionen av Jam och Lewis som albumets "sanna höjdpunkt". I boken The New Rolling Stone Album Guide (2004) skrev Laura Sinagra att på Control "fullbordade Jam och Lewis deras melodiösa, fullskaliga funkattack" samtidigt som Jackson "fyllde varje spår med fjäderlätt och trovärdig sång som sträckte sig från längtande till förförisk". År 2020 rankade Rolling Stone albumet på plats 111 på deras lista The 500 Greatest Albums of All Time. Recensenten skrev:

"Om det hade varit en konstform att framgångsrikt växa upp inom pop efter en barndom i rampljuset, då är Janet Jackson Michelangelo och Control hennes Davidskulptur. Den yngsta i familjen Jackson släppte sitt tredje studioalbum precis i övergången som 20-åring. Hennes samarbete med drömteamet Jimmy Jam & Terry Lewis ledde till ett odiskutabelt, trallvänligt och kraftfullt testamente på hennes status som superstjärna på glänsande electro-pop dängor som 'Nasty', 'The Pleasure Principle' och titelspåret. Control förblir byggritningen för alla unga artister som försöker hitta sin egen röst."

### Priser och nomineringar
Vid den 29:e Grammy Awards upplagan mottog Control tre nomineringar: Album of the Year, Best R&B Song för "What Have You Done for Me Lately" och Best Female R&B Vocal Performance. Jam och Lewis vann i kategorin Non-Classical Producer of the Year. Albumet mottog tolv nomineringar vid prisceremonin American Music Awards, vilket var ett rekord. Jackson vann i fyra kategorier. Jackson vann tre Soul Train Music Awards samt sex Billboard Music Awards. Musikvideon för "Nasty" mottog tre nomineringar vid den femte upplagan av MTV Video Music Awards 1987 och Paula Abdul vann i kategorin Best Choreography för hennes insatser.
| År   | Ceremoni                | Kategori                                             | Verk/Mottagare                     | Resultat  |
| ---- | ----------------------- | ---------------------------------------------------- | ---------------------------------- | --------- |
| 1987 | American Music Awards   | Favorite Pop/Rock Female Artist                      | Janet Jackson                      | Nominerad |
| 1987 | American Music Awards   | Favorite Soul/R&B Female Artist                      | Janet Jackson                      | Nominerad |
| 1987 | American Music Awards   | Favorite Pop/Rock Female Video Artist                | Janet Jackson                      | Nominerad |
| 1987 | American Music Awards   | Favorite Soul/R&B Female Video Artist                | Janet Jackson                      | Vann      |
| 1987 | American Music Awards   | Favorite Pop/Rock Album                              | Control                            | Nominerad |
| 1987 | American Music Awards   | Favorite Soul/R&B Album                              | Control                            | Nominerad |
| 1987 | American Music Awards   | Favorite Soul/R&B Single                             | "Nasty"                            | Vann      |
| 1987 | American Music Awards   | Favorite Pop/Rock Video                              | "When I Think of You"              | Nominerad |
| 1987 | American Music Awards   | Favorite Pop/Rock Video                              | "When I Think of You"              | Nominerad |
| 1988 | American Music Awards   | Favorite Pop/Rock Female Artist                      | Janet Jackson                      | Nominerad |
| 1988 | American Music Awards   | Favorite Soul/R&B Female Artist                      | Janet Jackson                      | Nominerad |
| 1988 | American Music Awards   | Favorite Pop/Rock Video                              | "When I Think of You"              | Vann      |
| 1988 | American Music Awards   | Favorite Soul/R&B Video                              | "When I Think of You"              | Vann      |
| 1986 | Grammy Awards           | Album of the Year                                    | Control                            | Nominerad |
| 1986 | Grammy Awards           | Best R&B Song                                        | "What Have You Done for Me Lately" | Nominerad |
| 1986 | Grammy Awards           | Best Female R&B Vocal Performance                    | Janet Jackson                      | Nominerad |
| 1986 | Grammy Awards           | Non-Classical Producer of the Year                   | Jimmy Jam, Terry Lewis             | Vann      |
| 1986 | Image Awards            | Outstanding Female Artist                            | Janet Jackson                      | Nominerad |
| 1987 | MTV Video Music Awards  | Best Female Video                                    | "Nasty"                            | Nominerad |
| 1987 | MTV Video Music Awards  | Best Overall Performance in a Video                  | "Nasty"                            | Nominerad |
| 1987 | MTV Video Music Awards  | Best Choreography in a Video ("Nasty")               | Paula Abdul                        | Vann      |
| 1987 | MTV Video Music Awards  | Best Choreography in a Video ("When I Think of You") | Paula Abdul                        | Nominerad |
| 1988 | MTV Video Music Awards  | Best Female Video                                    | "When I Think of You"              | Nominerad |
| 1988 | MTV Video Music Awards  | Best Choreography in a Video ("When I Think of You") | Barry Lather                       | Vann      |
| 1987 | Soul Train Music Awards | Album of the Year, Female                            | Control                            | Vann      |
| 1987 | Soul Train Music Awards | Music Video of the Year                              | "What Have You Done for Me Lately" | Vann      |
| 1988 | Soul Train Music Awards | Best Single, Female                                  | "The Pleasure Principle            | Nominerad |
| 1988 | Soul Train Music Awards | Music Video of the Year                              | "Control"                          | Vann      |

## Försäljning

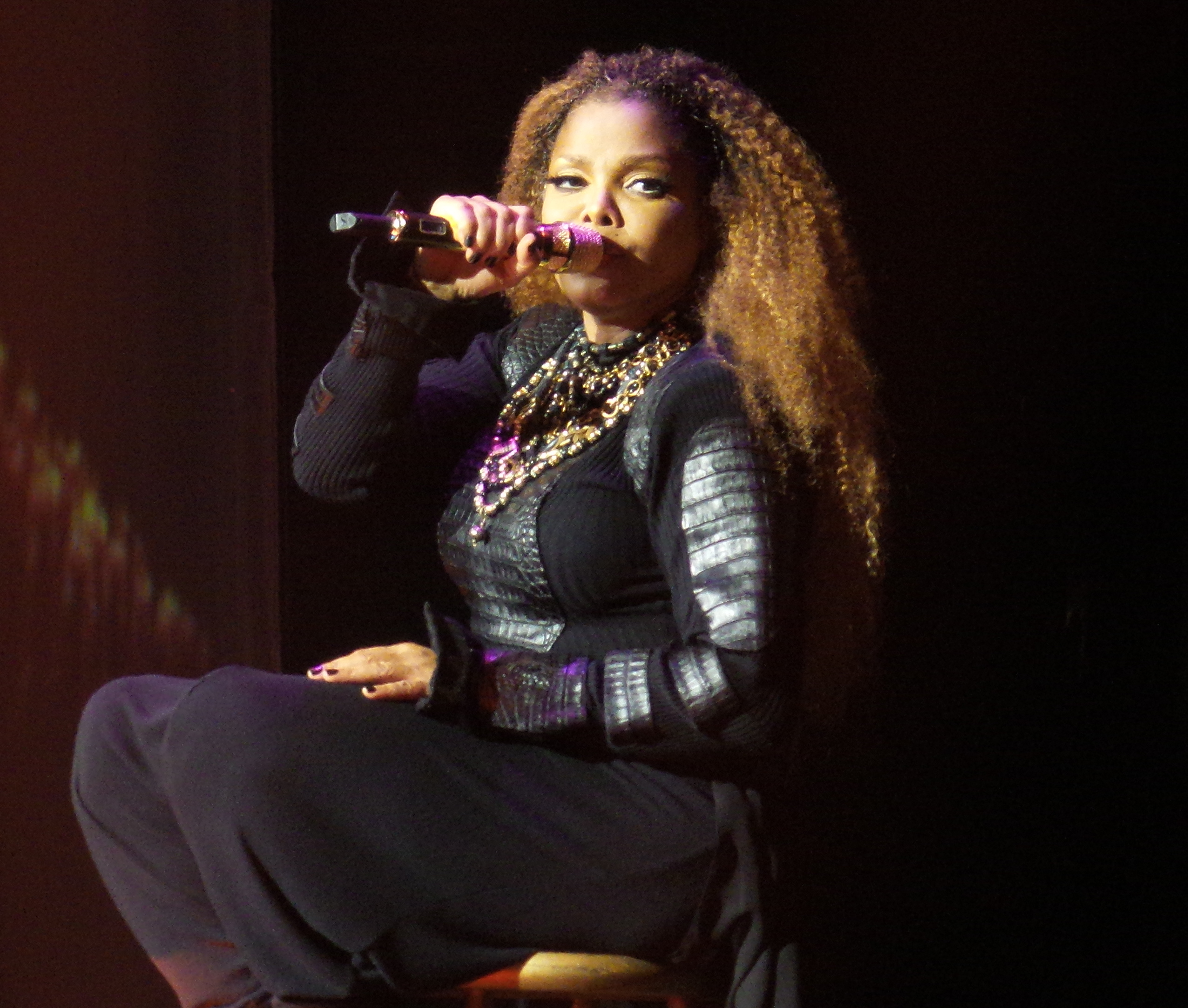
Jackson framför "Let's Wait Awhile" under sin Unbreakable World Tour 2015-16.

Control gick in på plats 84 på den amerikanska albumlistan Billboard 200 den 8 mars 1986 och på plats 26 på R&B-listan Top Black Albums den 1 mars. Tjugo veckor senare toppade albumet båda listorna och såldes i 250 000 exemplar under en och samma vecka vilket var ett rekord för en kvinnlig artist. Recording Industry Association of America (RIAA) certifierade albumet guld i april 1986, vilket indikerade 500 000 exemplar skickade till affär i USA. Två månader senare, i juni 1986, mottog Jackson ett platinacertifikat, vilket indikerade 1 miljon exemplar skickad till återförsäljare. Tre år senare uppdaterade RIAA sitt försäljningscertifiering till 5x platina i oktober 1989. Fram till 1990 hade Control sålts i 5 miljoner exemplar i landet. Fram till december 2009 hade ytterligare 496 000 exemplar sålts sedan 1991 enligt Nielsen SoundScan. Nielsen SoundScan räknar dock inte exemplar sålda genom musikklubbar som exempelvis BMG Music där albumet såldes i ytterligare 883 000 exemplar. Totalt såldes Control i 6 379 000 exemplar i USA sedan utgivningen och uppskattningsvis 10 miljoner exemplar internationellt.
I februari 2021 fick Control ett uppsving i strömmande media vilket gjorde att albumet toppade den amerikanska albumlistan Album Top 40 sammansatt av Apple Music. Ökningen i popularitet skedde samtidigt som albumets trettiofemårsjubileum samt Justin Timberlakes offentliga ursäkt till Jackson efter hans del i skandalen Nipplegate 2004 som åsamkade står skada på hennes musikkarriär. Timberlake hade under ett Superbowl-uppträdande av misstag ryckt bort ett klädplagg och blottat Jacksons ena bröst, vilket resulterade i att alla hennes musikutgivningar därefter svartlistats från amerikansk radio och TV. I ett videosvar på Twitter kommenterade Jackson: "Jag var ensam hemma och började gråta. Jag grät av tacksamhet till allt som gud gett mig. Jag vill tacka er alla som gjort Control etta igen efter 35 år. Aldrig i mina vildaste fantasier hade jag kunna tro att det skulle hända. Jag uppskattar verkligen er alla och älskar er."

## Arv och inflytande
"Hennes album Control från 1986 är viktig för utvecklingen av R&B av flera skäl. De primära producenterna på Control, Jimmy Jam och Terry Lewis samt Jackson själv, skapade ett nytt sound som förde samman element av funk och disco tillsammans med rikliga inslag av syntar, slagverk, ljudeffekter och antydningar på rap."
Control betraktas som Jacksons genombrott och det album som etablerade hennes självständighet och dominans inom populärmusiken. I boken The Sex Revolts: Gender, Rebellion, and Rock'n'roll (1996) skrev författaren Simon Reynolds att "Janet Jackson blev en superstjärna i och med den utsökt designade mjukis-feminismen på Control." Den afroamerikanska tidskriften Jet Magazine uppmärksammade att även om familjen Jacksons musikaliska arv hade gett fördelar och möjligheter på den internationella musikmarknaden, var Control vändpunkten som "fick hennes karriär att lyfta och sedermera göra henne till en superstjärna. Control visade upp Janet som en person som äntligen var helt fri och i kontroll." Dennis Hunt från Los Angeles Times skrev: "Tidigare hade hon spelat in två osofistikerade, barn-soul album. Om man lyssnade noga på dessa barnsliga album kunde man höra en vuxen sångare som kämpade för att komma ut. [Jimmy Jam och Terry Lewis] befriade den riktiga Janet Jackson."
Texterna i Control har ansetts ha ett "politiskt drivet feministiskt budskap" enligt Lilly Goren i boken You've Come A Long Way, Baby: Women, Politics, and Popular Culture (2009). Enligt författaren Rickey Vincent i Funk: The Music, The People, and The Rhythm of The One (1996) var Jam och Lewis samarbete med Jackson en av de viktigaste ögonblicken under 1980-talet då de "omdefinierade" dansmusiken med ett ungdomligt sound tillsammans med industriella takter. Enligt musikforskaren Richard J. Ripani, författare till boken The New Blue Music: Changes in Rhythm & Blues, 1950–1999 (2006), är Controll betraktat som en av historiens mest inflytelserika studioalbum inom rhythm and blues och det första albumet att bli en brygga mellan R&B och rapmusik. Dess mainstreamframgångar inom både R&B och pop "ledde till många stilistiska förändringar inom rap under nästkommande år och Janet var en av ledarna under den utvecklingen." Dessutom har albumets andra singel, "Nasty", erkänts föregångare och inspiration till musikgenren New jack swing, vars pionjär var Teddy Riley. I The New Rolling Stone Album Guide skrev Laura Sinagra att Jacksons intåg med Control på musikmarknaden var en Blockbustersuccé medan Eric Henderson från Slant Magazine ansåg att albumets momentum var en minst lika stor hitmaskin som hennes bror Michael Jacksons Thriller (1982). Jackson skapade historia på Billboard Hot 100-listan med Control när singlar från albumet uppehöll sig på listan oavbrutet i 65 veckor. Hon slog därmed sin bror Michaels rekord som dessförinnan haft singlar från Thriller i 64 sammanhållna veckor. Steve Morse från The Boston Globe kommenterade: "I alla aspekter var 1986 ett toppår för kvinnliga svarta popsångare, faktiskt det bästa sedan disco-eran ett decennium tidigare. Svart musik slog åter igenom på bred front när Jackson, Whitney Houston och Patti LaBelle alla tre hade varsina studioalbum som toppade albumlistan."

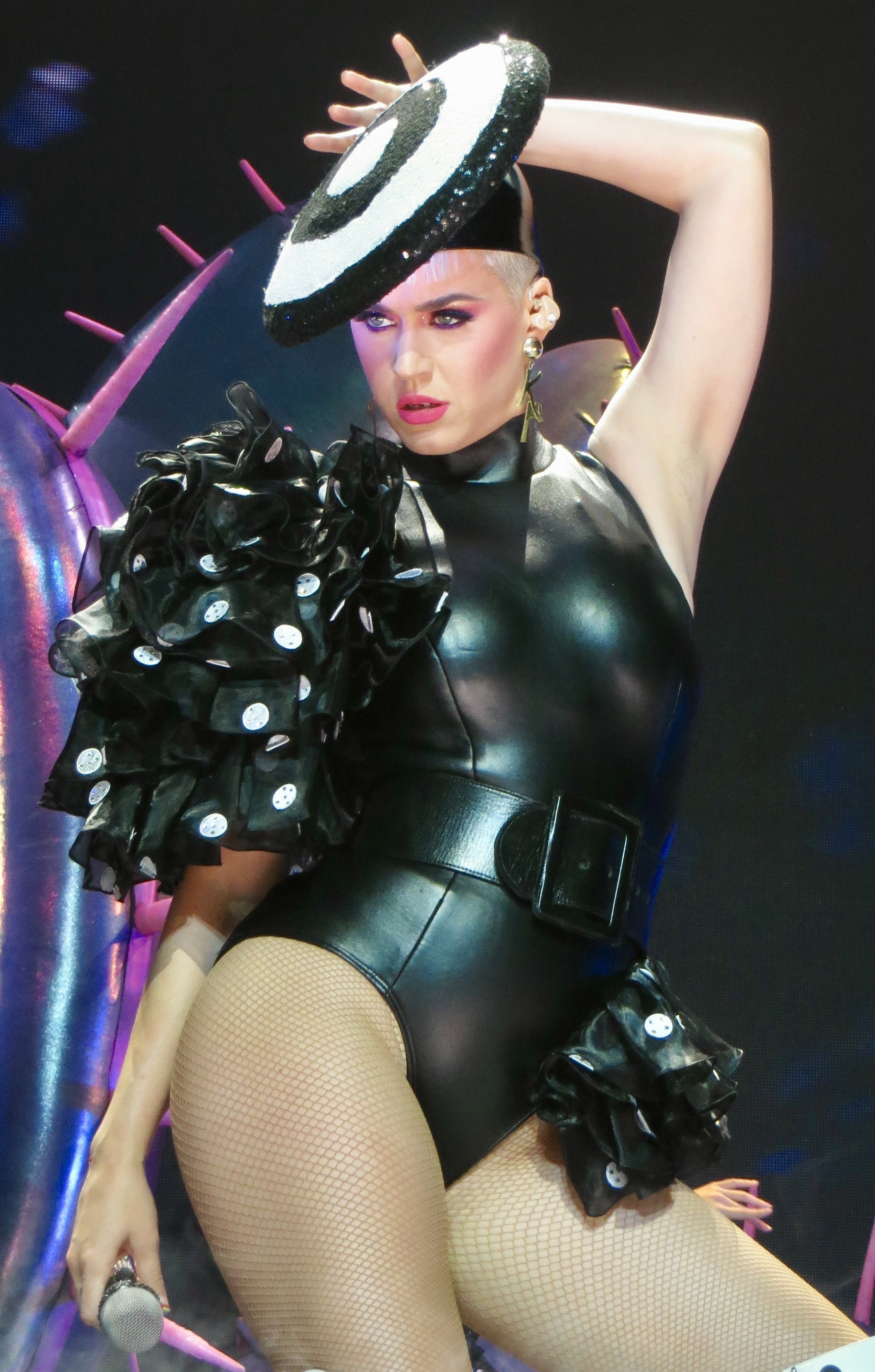
Katy Perry framför "What Have You Done for Me Lately" under hennes konsertturné Witness: The Tour 2017.

Utöver att Control hjälpte Jackson att komma ut från familjen Jacksons skugga, gjorde albumet henne till en av de populäraste kvinnorna inom pop och den främsta konkurrenten till Madonna. Musikjournalister började anmärka på deras influens i musikindustrin och yngre artister. Continuum Encyclopedia of Popular Music of the World Volume 8: Genres: North America (2012) fastslog att båda artisterna omdefinierade housemusik. Angående marknadsföring och singelutgivningar rapporterade Paul Grein från Billboard: "För 10 eller 20 år sedan släpptes en eller högst två singlar från ett album. Nu är vi i en era där Madonna är inne på sin femte singel från albumet True Blue och Jackson på sin sjätte från Control." Jackson blev sedermera den första kvinnliga artisten att få sex topp-40 hits på Hot 100-listan från samma album. I Los Angeles Times skrev Grein segmentet "The influence of Madonna and Janet Jackson" rapporterade han att Debbie Gibsons manager Doug Breitbart ansåg att "Madonna tagit tillbaka starka, melodiösa komponenter till popmusiken." Teen Beat-journalisten Maggie Murphy anmärkte dock att "Janet Jackson var rätt person att ge erkännande till för detta". Anthony DeCurtis, författare till boken Present Tense: Rock & Roll and Culture (1992), skrev att både Madonna och Jackson hade "producerat videor som utforskade kvinnors synvinklar" och beskrev hur Jacksons "Nasty" var en feministisk teori som dekonstruerade objektifieringen av kvinnor. Författaren Danny Alexander noterade i boken Real Love, No Drama: The Music of Mary J. Blige att i kölvattnet av Control började en ny generation av kvinnliga R&B-sångerskor som Cherrelle och Pebbles att utropa självständighet med "funkiga, orädda och självsäkra" kompositioner som beskrev romantiskt oberoende. Laura Sinagra dokumenterade att inom två år efter Control "blev en ny generation av kvinnliga artister som Paula Abdul och Karyn White anklagade att kopiera Jackson." Anthony DeCurtis från Rolling Stone skrev: "Control— med dess flerfaldiga platinacertifikat och rad av hits— etablerade den då 20-åriga Jackson som en av de populäraste artisterna i världen." The Guardian beskrev albumets utgivning som en av de 50 viktigaste händelserna inom R&B och hiphop.
Vid trettioårsjubileet av albumets utgivning skrev Julian Kimble från Billboard: "I efterhand är Control både evolutionärt och revolutionärt. Hennes första album att toppa Billboard 200 var inte bara en professionell bedrift, det var även en personlig sådan. Samtidigt som hon tog sig ur familjen Jacksons skugga skapade hon ett av de mest inflytelserika projekten någonsin inom R&B och pop. Jungfrufärden med Jimmy Jam och Terry Lewis var inte bara i framkant inom R&B, hiphop och pop, den skapade dessutom ett helt nytt sound." Morgan Y. Evans från PopMatters skrev: "Lite djärvt skulle man kunna hävda att Jacksons Control var ett av de topp-tre eller kanske fyra bästa popalbumen att ges ut under 80-talet. Det är tveklöst det mest sammanhängande och kraftfulla artistiska uttrycket bland alla kvinnliga musiker från perioden, trots Kate Bushs många excentriska triumfer det årtiondet." Kyle Anderson från Entertainment Weekly kommenterade: "Musikvideorna från Control visades oavbrutet på MTV och Janet etablerade sig själv som en dominerande popfigur som omnämndes i samma meningar som Madonna och hennes bror Michael." Meaghan Garvey från MTV bekräftade och skrev: "Det är omöjligt att överdriva betydelsen av Control, vare sig i poplandskapet, utvecklingen kring hur musikvideor användes som marknadsföring och uttryck eller i hur feministiska budskap blev topp-40 hymner." Carvey hävdade även att låtarna om självförverkligande var uttryck för kvinnlig black pride och skrev: "Control gav upphov till hela sex musikvideor— vilka alla var fantastiska och hade omätbar betydelse för att synliggöra svart pop." Gerrick D. Kennedy från Los Angeles Times hävdade att Jacksons influens var tydlig i andra artisters karriärer så som Rihanna, Beyoncé Knowles, Ciara, FKA Twigs och Tinashe då alla använde sig av Jacksons mall från Control. År 2016 visades ett kassettband av Control på utställningen "Musical Crossroads" vid National Museum of African American History and Culture (NMAAHC).

## Låtlista
| 1. | "Control"                          | Janet Jackson James Harris III Terry Lewis | Lewis Jimmy Jam Jackson [a]                 | 5:53 |
| 2. | "Nasty"                            | Jackson Harris Lewis                       | Lewis Jam Jackson [a]                       | 4:03 |
| 3. | "What Have You Done for Me Lately" | Jackson Harris Lewis                       | Lewis Jam Jackson [a]                       | 4:59 |
| 4. | "You Can Be Mine"                  | Harris Lewis                               | Lewis Jam Jackson [a] Jellybean Johnson [a] | 5:16 |

| 5.           | "The Pleasure Principle"                        | Monte Moir                           | Moir Jackson [a] Steve Wiese [a]  | 4:58  |
| 6.           | "When I Think of You"                           | Harris Lewis                         | Lewis Jam Jackson [a]             | 3:56  |
| 7.           | "He Doesn't Know I'm Alive"                     | Spencer Bernard                      | Lewis Jam Jackson [a] Bernard [a] | 3:30  |
| 8.           | "Let's Wait Awhile"                             | Jackson Harris Lewis Melanie Andrews | Lewis Jam Jackson                 | 4:37  |
| 9.           | "Funny How Time Flies (When You're Having Fun)" | Harris Lewis                         | Lewis Jam Jackson [a]             | 4:29  |
| Total längd: | Total längd:                                    | Total längd:                         | Total längd:                      | 41:48 |

## Medverkande
Information hämtad från Discogs
- Janet Jackson – sång, bakgrundssång, keyboards, synthesizer
- Melanie Andrews – bakgrundssång
- Troy Anthony – saxofon
- Jerome Benton – sång
- Spencer Bernard – synthesizer, gitarr
- Geoff Bouchieiz – gitarr
- Mark Cardenas – synthesizer
- Roger Dumas – trummor, programmering
- Jimmy Jam – synthesizer, slagverk, piano, trummor, sång, bakgrundssång
- Jellybean Johnson – gitarr, sång
- Lisa Keith – bakgrundssång
- Terry Lewis – slagverk, sång, bakgrundssång
- John McClain – chefsproducent
- Monte Moir – synthesizer, gitarr, trummor
- Nicholas Raths – akustisk gitarr, 12-strängad gitarr
- Gwendolyn Traylor – bakgrundssång
- Hami Wave – bakgrundssång

## Topplistor
| Lista (1986)                                   | Högsta position |
| ---------------------------------------------- | --------------- |
| Australien (Kent Music Report)                 | 25              |
| Europa European Top 100 Albums (Music & Media) | 24              |
| Japan (ORICON)                                 | 57              |
| Kanda Top Albums/CD:s (RPM)                    | 11              |
| Nederländerna (Album Top 100)                  | 7               |
| Nya Zeeland (RMNZ)                             | 5               |
| Schweiz (Schweizer Hitparade)                  | 28              |
| Storbritannien UK Albums Chart (OCC)           | 8               |
| Sverige (Sverigetopplistan)                    | 47              |
| Sydafrika (RISA)                               | 1               |
| Tyskland (Offizielle Top 100)                  | 36              |
| USA Billboard 200                              | 1               |
| USA Top Black Albums (Billboard)               | 1               |

| Lista (1986)                     | Högsta position |
| -------------------------------- | --------------- |
| USA Billboard 200                | 6               |
| USA Top Black Albums (Billboard) | 2               |

| Lista (1987)                     | Högsta position |
| -------------------------------- | --------------- |
| USA Billboard 200                | 5               |
| USA Top Black Albums (Billboard) | 5               |

## Certifikat och försäljning
| Sydafrika (RISA)                                                               | 4xPlatina | 200 000 ^    |
| USA (RIAA)                                                                     | 5xPlatina | 6 379 000 ×  |
| Internationellt                                                                | —         | 10 000 000 × |
| ^ avser siffror baserade på certifikat × avser siffror baserade på försäljning |           |              |

## Control: The Remixes
Control: The Remixes (utgivet i Japan med titeln More Control) är det första remixalbumet av Janet Jackson, utgivet av A&M Records den 6 november 1987. Albumet gavs ut i utvalda delar av världen– Storbritannien, Europa och Japan. Flera av remixerna på albumet så som "When I Think of You" och "Control" var musikvideoversionerna av låtarna. Flera av remixerna hade dessförinnan inkluderats som b-sidor på tidigare singelutgivningar. 2019 återutgavs albumet på CD, vinyl och på digitala plattformar.

### Låtlista
| 1.           | "Control" (video mix)                             | James Harris III, Terry Lewis, Janet Jackson | Steve Hodge  | 6:02  |
| 2.           | "Nasty" (extended)                                | Harris, Lewis, Jackson                       |              | 6:00  |
| 3.           | "Nasty" (Cool Summer Mix Pt. 1)                   | Harris, Lewis, Jackson                       | Steve Hodge  | 7:57  |
| 4.           | "What Have You Done for Me Lately" (extended mix) | Harris, Lewis, Jackson                       |              | 7:00  |
| 5.           | "When I Think of You" (extra beats)               | Harris, Lewis, Jackson                       |              | 2:00  |
| 6.           | "When I Think of You" (dance mix)                 | Harris, Lewis, Jackson                       |              | 6:25  |
| 7.           | "Control" (a cappella)                            | Harris, Lewis, Jackson                       |              | 3:55  |
| 8.           | "Let's Wait Awhile" (remix)                       | Harris, Lewis, Jackson, Melanie Andrews      |              | 4:30  |
| Total längd: | Total längd:                                      | Total längd:                                 | Total längd: | 44:00 |

### Medverkande
Informationt hämtad från Discogs
- Melanie Andrews – sångarrangemang
- Tuta Aquino – editing
- Mark Collen – sammansättning
- Steve Hodge – mixning, ljudtekniker
- Janet Jackson – producent, sångarrangemang, rytmarrangemang
- Jimmy Jam – kompositör, producent, sångarrangemang, rytmarrangemang
- Terry Lewis – kompositör, producent, sångarrangemang, rytmarrangemang
- John McClain – chefsproducent
- Monte Moir – producent
- Shep Pettibone – klippning, ljudtekniker
- Bob Rosa – remixning
- Steve Wiese – producent

### Topplistor

#### Veckolistor
| Lista (1987)                     | Högsta position |
| -------------------------------- | --------------- |
| Storbritannien (UK Albums Chart) | 20              |

### Certifikat och försäljning
| Storbritannien (BPI)                                                           | Guld | 100 000 ^ |
| ^ avser siffror baserade på certifikat × avser siffror baserade på försäljning |      |           |